# 把匝剌瓦爾密
把匝剌瓦尔密（？—1382年1月6日），元世祖忽必烈玄孙，元朝政治和军事人物。忽必烈第五子忽哥赤封云南王，两传至孛罗，改封梁王，把匝剌瓦尔密即孛罗之子，至正年间继位梁王，镇守云南。
元朝至正二十八年（1368年）元惠宗离开元大都，元朝退回草原形成北元政權后，把匝剌瓦尔密仍然坚守云南，并派遣使者去漠北觐见北元皇帝，继续忠于元廷，用元朝年号。其间曾对抗明玉珍明夏政权的进攻。明夏天統二年（1364年），明夏攻打云南，把匝剌瓦爾密弃城退到金马山，依靠大理兵击败夏军。朱元璋消滅明夏後；因云南地险，不愿用兵，試圖劝降。把匝剌瓦尔密多次拒绝诏谕，杀死明朝使臣。明廷劝降计划最终没有成功，於是在洪武十四年（1381年）派傅友德、藍玉、沐英进攻，击败元军十余万，并活捉司徒平章達裏麻。
天元三年十二月二十二壬申日（1382年1月6日），把匝剌瓦尔密知道无法获胜，于是逃到普宁州，焚烧龙衣、驱妻子到滇池死。自己则与左丞达德、右丞绿尔夜入草舍自尽。